# Colin Charvis
Colin Lloyd Charvis (Sutton Coldfield, 27 de diciembre de 1972) es un exjugador británico de rugby que se desempeñaba como ala u octavo.

## Selección nacional
Debutó en los Dragones rojos con 23 años en diciembre de 1996 ante los Wallabies, fue un jugador regular del seleccionado y se retiró de ella en noviembre de 2007 ante los Springboks con 34 años.

### Participaciones en Copas del Mundo
Disputó las Copas del Mundo de Gales 1999; los anfitriones ganaron su grupo pero no pudieron vencer a los Wallabies (eventuales campeones del Mundo) en cuartos de final, Australia 2003; los dragones rojos fueron eliminados otra vez en cuartos por el XV de la Rosa y Francia 2007; Gales perdió ante los Wallabies y los Flying Fijians resultando eliminado en fase de grupos.
| Mundial                       | Sede      | Resultado        | PJ | Tries |
| ----------------------------- | --------- | ---------------- | -- | ----- |
| Copa Mundial de Rugby de 1999 | Gales     | Cuartos de final | 2  | 1     |
| Copa Mundial de Rugby de 2003 | Australia | Cuartos de final | 5  | 3     |
| Copa Mundial de Rugby de 2007 | Francia   | Primera fase     | 4  | 1     |

## British and Irish Lions
Fue convocado a los British and Irish Lions para la Gira de Australia 2001 donde disputó dos test matches.

## Palmarés
- Campeón del Torneo de las Seis Naciones de 2005 con Grand Slam.
- Campeón de la Premier Division de Gales de 1997-98 y 2000-01.
- Campeón de la Copa de Gales de Rugby de 1999.